# مقاطعة لوريتو
مقاطعة لوريتو (بالإنجليزية: Loreto Province)‏ هي مقاطعة في بيرو، تتبع إقليم لوريتو، عاصمتها ناوتا، تبلغ مساحتها 67434.12 كيلومتر مربع.